# Rainer Mahlamäki
Rainer Mahlamäki (* 12. června 1956 Ilmajoki) je finský architekt.

## Život
Roku 1987 Mahlamäki absolvoval architektonická studia na Technologické univerzitě v Tampere. Od roku 1997 je profesorem na univerzitě v Oslu v Norsku, kde mezi roky 2000 až 2007 vedl tamní katedru architektury a poté zastával funkci zástupce vedoucího. V letech 2007 až 2011 byl v pozici prezidenta v čele Finské asociace architektů (SAFA).
Od roku 1985 spolupracoval s Ilmari Lahdelmou nejprve v kanceláři „8 Studio Oy“ a poté v ateliéru Kaira-Lahdelma-Mahlamäki Ky. V roce 1997 se s Lahdelmou osamostatnili a založili společnost „Lahdelma & Mahlamäki Oy“, jednu z nejoceňovanějších ve Finsku, když v architektonických soutěžích (k roku 2016) získali 35 prvních cen a 59 dalších umístění.

## Dílo
V roce 2013 bylo v polském hlavním městě, ve Varšavě, na zdejším náměstí Hrdinů ghetta otevřeno muzeum dějin polských Židů, jehož autorem Mahlamäki je.
Roku 2013 bylo v Nuuksio, části města Espoo, otevřeno finské přírodní centrum Haltia (Suomen luontokeskus Haltia) s rozhlednou Pohjannaula dle Mahlamäkiho návrhu.